# La Belle au bois dormant (Lecocq)

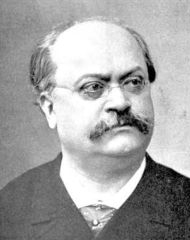
Charles Lecocq

La belle au bois dormant (Den sovande skönheten i skogen) är en opéra comique i tre akter med musik av Charles Lecocq och libretto av Albert Vanloo och Georges Duval. Det är en modifierad bearbetning av sagan Törnrosa. Prinsessan vaknar upp ur sin mångåriga sömn och förälskar sig inte i prisen utan i hans vän, men allt slutar lyckligt.

## Historia och premiär
På 1890-talet låg Lecocqs mest lyckosamma dagar bakom honom.  Under 1870-talet hade hans största succéer varit Giroflé-Girofla och Madame Angots dotter. Han hade komponerat populära operetter i början av 1880-talet men av hans senare komiska verk hade endast Ninette (1896) spelat mer än de 100 föreställningar som var kriteriet för en succé på en av Paris teatrar. Efter det hade den mest lyckosamma av hans yngre rivaler, André Messager, skrivit två mycket spelade stycken för Théâtre des Bouffes-Parisiens; Les P'tites Michu (1897) och Véronique (1898), i samarbete med librettisterna Albert Vanloo och Georges Duval. 
Tillsammans med samma librettister skrev Lecocq wrote sin version av Törnrosa för samma teater. Bland sångarna förekom många populära artister såsom Jean Périer, Anne Tariol-Baugé, Maurice Lamy och Brunais. Den nya primadonnan Mlle. de Hally (ibland benämns som Dehelly, née Valentine Eugénie Stratsaert), en 23-årig sångerska från Conservatoire de Paris, var utlånad från Opéra-Comique, där hon ingick i det ordinarie sångarlaget which she was a regular company member.
Operetten hade premiär på Théâtre des Bouffes-Parisiens i Paris den 19 februari 1900 och spelades 28 gånger innan den lades ned för en nypremiär av Véronique.

## Originalbesättning
- Olivier, en falkenerare – Jean Périer
- Alcindor VI – Victor Regnard
- Drömprinsen, hans son – M. Brunais
- Le Taupier, en trollkarl – Maurice Lamy
- Gulistan – M. Poudrier
- Marcassin – M. Casa
- Loyse, den sovande skönheten – Mlle. de Hally
- Aurore, en fe – Anne Tariol-Baugé
- Rosalinde – Léonie Laporte
- Margot – Gabrielle Dziri

Källa: Le Photo-programme.

## Handling
I ett slott vid utkanten av en skog har en ung prinsessa sovit i hundra år. På grund av en magisk förbannelse kan hon endast väckas av en modig prins som tar sig igenom den förtrollade skogen för att rädda henne. Just den dagen som handlingen utspelas på ska prinsessan Loyse vakna upp ut sin hundraåriga sömn.
Alcindor VI, landets ledare och fader till drömprinsen, har bestämt att hans son ska bli den som räddar prinsessan. Men drömprinsen, en timid ung man, vågar inte ge sig in i skogen ensam. Falkeneraren Olivier erbjuder sig att följa med honom. Ett gräl börjar mellan den goda fen Aurore och den elaka gamla häxan Taupier, som har svurit att den sovande skönheten ska försmå prinsen.
Prinsessan vaknar och faller för den stilige falkeneraren och tittar med avsmak på sin påstådde fästman prinsen. Men trots att hon vill gifta sig med den hon älskar måste hon återgå att sova i ytterligare hundra år om hon inte äktar prinsen före midnatt. Den goda fen som misstrodde Taupier och förutspådde framtiden hade låtit den riktige prinsen växa upp i skogen hos en skogshuggare och dennes familj, medan den påstådde drömprinsen i själva verket var skogshuggarens son. Missförståndet klaras upp och prinsessan gifter sig med sin falkenerare som återtar sin rätta identitet.
Källa: Le Photo-programme.

## Musiknummer
- Akt 1
  - Kör – Du printemps célébrons la fête
  - Couplets – Margot, n'est pas, j'en fais l'aveu (Margot)
  - Chorus – C'est lui, c'est Olivier
  - Air – Pour dompter les oiseaux des airs (Olivier)
  - Couplets – Le gibier que je chasse (Taupier)
  - Couplets – Fanfreluches, fanfreluchons (Aurore)
  - Duet – Il était une princesse (Aurore, Olivier)
  - Ensemble – Vive le roi! (Alcindor, Prince, Gulistan, Chorus)
  - Buffo quartet – Ceci, mon enfant, c'est un casque (Alcindor, Prince, Gulistan, Margot)
  - Trio – Prêt à vous protéger (Olivier, Prince, Aurore)
  - Finale:
    - Feernas kör – Depuis cent ans
    - Duet – Enfin, nous y voici (Olivier, Prince)
    - Couplets – Oui! je m'en souviens maintenant (Loyse)
- Akt 2
  - Introduction
  - Ensemble – En tierce! en quarte! en quinte!
  - Couplets – Lorsque, moi, le beau Gulistan
  - Kör – Honneur!
  - Scène – Mon père, voici la promise (Alcindor, Prince, Gulistan, Loyse, Rosalinde)
  - Gavotte – Otons cette collerette (Aurore)
  - Minuet – Ceci, c'est (Aurore)
  - Duet – Dites-moi e mot en usage (Loyse, Olivier)
  - Quartet – Savez-vous, ô beau Gulistan (Rosalinde, Gulistan, Loyse, Olivier)
  - Ensemble – Ah! Coquettes! (Rosalinde, Gulistan, Loyse, Olivier, Chorus)
  - Romance – Mon âme était tout joyeuse (Loyse)
  - Finale:
    - Kör – Nous attendons votre repose
    - Couplets – Vous êtes-vous, dans une glace (Loyse)
    - Ensemble – Sonnez, clochettes! (All)
- Akt 3
  - Kör – De fleur et de guirlandes
  - Couplets – Un jeune cœur qui sommeille (Aurora)
  - Ariette – Qui vent connaitre (Taupier)
  - Couplets and duet – Al! le joli voyage (Olivier, Loyse)
  - Rêverie – Que du rendez-vous l'heure est lente (Rosalinde)
  - Duet – Pendant une heure (Loyse, Olivier)
  - Couplets – Aiguille trop vigilante (Loyse)
  - Couplets – C'est de toi qui je ris! (Aurore)
  - Finale - Kör

Källa: Le Photo-programme.